# سالم بن ناصر العوفي
سالم بن ناصر بن سعيد العوفي وزير الطاقة والمعادن بعمان، ونائب رئيس مجلس إدارة الهيئة العامة للمياه، وعضو مجلس إدارة شركة تنمية نفط عُمان. وشغل منصب وكيل وزارة النفط والغاز سابقًا بين ديسمبر 2013 وأغسطس 2020، وتولى منصب الرئيس التنفيذي في الهيئة العامة للطيران المدني. كما عمل مديرًا للقطاع الشمالي في شركة تنمية نفط عُمان بين 2010 و2012. وهو حاصل على ماجستير في هندسة البترول عام 1995 من جامعة هيريوت وات في المملكة المتحدة.